# Josef Bachmann
Josef Erwin Bachmann (12 oktober 1944 – 24 februari 1970) was een ongeschoolde arbeider en werd in Duitsland bekend als de moordenaar van studentenleider Rudi Dutschke. Hij werd veroordeeld tot zeven jaar gevangenisstraf. Op 24 februari 1970 pleegde hij zelfmoord door een plastic zak over zijn hoofd te binden.
Bachmann sympathiseerde met het neonazisme en uit deze kringen betrok hij ook zijn wapens en schietkunsten. Op 11 april 1968 wachtte hij Dutschke op nabij het kantoor van de Sozialistischer Deutscher Studentenbund, schold hem uit voor dreckiges Kommunistenschwein (letterlijk: vuil communistisch varken) en schoot vervolgens drie maal. Na zijn arrestatie verklaarde Bachmann: Ich möchte zu meinem Bedauern feststellen, dass Dutschke noch lebt. Ich hätte eine Maschinenpistole kaufen können. Wenn ich das Geld dazu gehabt hätte, hätte ich Dutschke zersägt (Helaas moet ik vaststellen dat Dutschke nog leeft. Ik had een machinegeweer kunnen kopen. Als ik daar het geld voor had gehad had ik Dutschke doormidden geschoten).
Dutschke overleefde de aanslag, maar zijn hersens hadden zo'n zwaar letsel opgelopen dat hij in 1979 uiteindelijk toch aan de gevolgen bezweek. Nadat Bachmann had bekend voerden hij en Dutschke een correspondentie. Dutschke had hem vergeven, en probeerde hem het socialisme te verklaren. Later schreef hij echter ook dat Bachmann het voorbeeld van een typisch onderdrukte Duitser was. Tijdens de begrafenis drapeerde Horst Mahler een bloemstuk op Bachmann's graf. Het droeg de tekst  Slachtoffer van de Klassenmaatschappij. 
- Gemeinsame Normdatei: 1173200088
- Virtual International Authority File: 210154501932239210006